# Wodka Gorbatschow

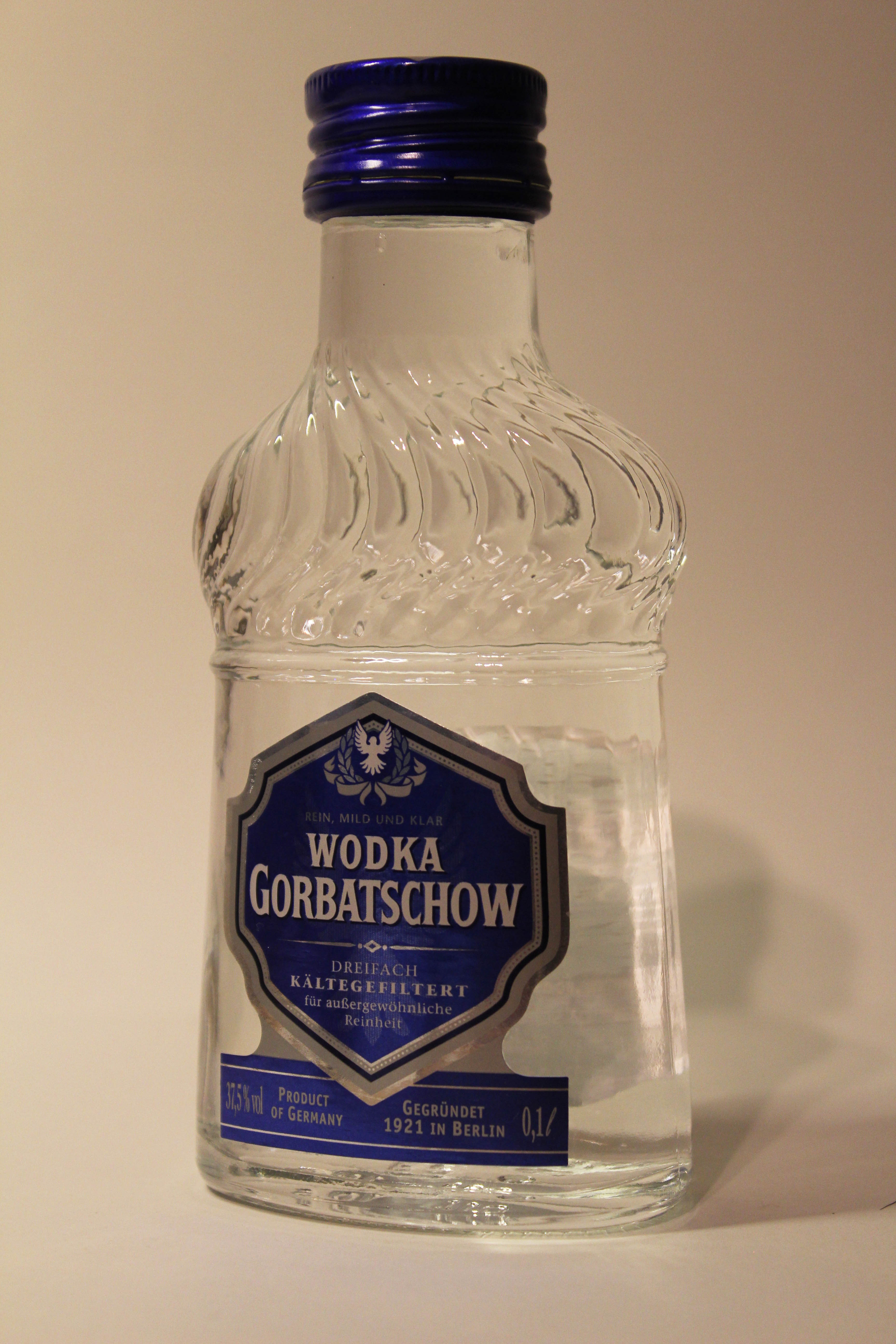
Fotografia butelki o pojemności 100 ml

Wodka Gorbatschow – niemiecka wódka produkowana w Berlinie od 1921 roku przez rodzinę Gorbatschowów. Od 1960 roku marka ta znajduje się w posiadaniu Söhnlein Rheingold KG, która obecnie jest częścią firmy Henkell & Co. Sektkellerei (połączyły się w 1987). Od 2000 roku dzięki odpowiedniej licencji Wodka Gorbatschow produkowana jest również w Polsce.

## Opis produktu
Istnieje pięć rodzajów Wodka Gorbatschow. Najpopularniejszym rodzajem jest Wodka Gorbatschow z niebieską etykietą, która zawiera 37,5% zawartości alkoholu i jest butelkowana od 40 mililitrów do 3 litrów. Natomiast Wodka Gorbatschow z czarną etykietą ma 50,0% zawartości alkoholu i sprzedawana jest w butelkach od 0,7 lub 1,0 litrów.
Trzeci popularny rodzaj Wodki Gorbatschow to wódka z czerwoną etykietą, która posiada 60,0% objętości, ale nie jest dostępna na niemieckim rynku. Czwartą odmianą tej wódki jest Platinum Wodka Gorbaczow, która różni się w produkcji innych. Ma 44% alkoholu zawartości i jest w innym kształcie butelki.
Wódka Gorbatschow Citron jest najnowszą odmianą w asortymencie, aromatyzowaną cytryną. Ma 37,5% zawartości alkoholu i jest sprzedawana w 0,7 litrowych butelkach.
Dzięki filtracji wódki za pomocą węgla drzewnego, Wodka Gorbatschow posiada bardzo dużą czystość. Wedle zaleceń producenta Wodka Gorbatschow powinna być serwowana do temperatury -2°C.

## Historia
Leo Leontowitsch Gorbatschow, operator destylarni wódki, uciekł podczas rewolucji październikowej wraz z rodziną z Rosji do Berlina, gdzie rozpoczął pracę w 1920 roku, zgodnie z rodzinną tradycją w destylarni wódki.